# Burgstall Burstel (Kreßberg)
Der Burgstall Burstel bezeichnet eine abgegangene mittelalterliche Höhenburg unbekannten Namens (Burstel = Altburgstelle) am Kreßberg 600 m nordnordwestlich von Marktlustenau, einem Ortsteil der Gemeinde Kreßberg im Landkreis Schwäbisch Hall in Baden-Württemberg.
Von der ehemaligen Burganlage sind nur noch Wall- und Grabenreste erhalten.